# Ramon Buxarrais i Ventura
Ramon Buxarrais i Ventura   (Santa Perpètua de Mogoda, 12 de desembre de 1929) és un eclesiàstic català, que ha estat bisbe de Zamora entre 1971 y 1973, i bisbe de Màlaga entre 1973 i 1991, en que va renunciar com a tal.

## Biografia
Ingressà al Seminari i fou ordenat sacerdot el 17 de desembre de 1955. L'any 1959, després d'uns anys de treball pastoral a Barcelona, a través d'Agermanament, fou enviat a l'arxidiòcesi d'Antofagasta, de Xile, on fou administrador apostòlic, rector i vicari episcopal, de la prelatura nullius de Calama, una zona minera al nord del país, sufragània d'Antofagasta. Després de nou anys ingressa a l'Abadia de Blau, a l'Argentina. La malaltia li impedeix continuar en la vocació cistercenca i torna a Barcelona.
Sent Arxiprest i Rector de Granollers, el Papa el nomena Bisbe de la Diòcesi de Zamora el 19 d'agost de 1971 i és ordenat Bisbe el 3 d'octubre del mateix any. Tornat a Catalunya el 1967, el 1971 fou nomenat bisbe de Zamora i, el 1973, bisbe de Màlaga, on promogué iniciatives culturals, creant el Museu Diocesà, Centre Diocesà de Teologia, i promovent vocacions al Seminari, a la vida religiosa i a les missions. En aquests anys a la Diòcesi de Màlaga va oferir la seva col·laboració sacerdotal al Sr. Arquebisbe de Ciutat Bolívar i es va fer responsable de Caicara de l'Orinoco, a Veneçuela.
Acostumat a tractar els temes actuals, destaquen les seves crítiques a la jet-set de Marbella, a qui va acusar de malbaratament i ostentació. Durant el seu episcopat es va caracteritzar per denunciar les injustícies i defensar els que menys tenien. Les seves "Cartas a Valerio", amb gran acceptació popular, són uns textos en què va escriure les seves opinions i no li va importar censurar els comportaments que va considerar inadequats, encara que molestessin els poderosos i li originessin conflictes.
A la Conferència Episcopal Espanyola (CEE) fou membre de la Comissió Episcopal de Missions de 1972 a 1978, i de la Comissió Episcopal del Clergat de 1978 a 1981, i de 1984 a 1990. A més, va ser membre de la Comissió Episcopal de Mitjans de Comunicació Social entre 1981 i 1987.
Després de 18 anys al capdavant de la diòcesi, el 1991 renuncià el càrrec de bisbe de Màlaga, i marxà a Melilla per exercir de capellà de base. Es retirà a un centre assistencial de Melilla, confiat a les Filles de la Caritat, on exerceí el ministeri sacerdotal com a prevere. També fou capellà i Responsable de la Pastoral del Centre Penitenciari i Consiliari del Voluntariat de Presons. A Melilla, ha presidit l'ONG INSONA (Iniciatives Socials Nador), aprovada pel Govern del Marroc, qué té com a objectiu la preparació professional de joves marroquins, especialment els que han sortit de la presó de Melilla Després de vint-i sis anys al centre assistencial melillenc, l'any 2011, la sobtada marxa de les Filles de la Caritat de Melilla, el van deixar sol a les dependències que ocupava fins aleshores. No obstant això, no va deixar d'oficiar missa diària, a més de la sempre molt concorreguda missa dominical. El mes d'octubre del 2017 el pare Ramon Buxarrais, tal com se'l coneixia a la ciutat, va tornar a Màlaga, després de patir un infart de miocardi.
Entre les seves publicacions, es pot trobar La osadía de un hombre débil, una novel·la breu sobre la vocació d'un missioner.